# Ben & Jerry's
Ben & Jerry's är en amerikansk glasstillverkare som grundades i Vermont 1978 av Bennett Cohen och Jerry Greenfield (båda födda 1951). Huvudkontoret ligger i South Burlington och huvudfabriken i Waterbury i Vermont, USA. Företaget ägs sedan 2000 av det multinationella matkonglomeratet Unilever. De lanserades i Sverige år 2004. Ben & Jerry's blev 2007 först i Sverige med att erbjuda rättvisemärkt glass.

## Sverige
Ben & Jerry's har haft flera kampanjer och samarbeten. Bland annat har de samarbetat med Blodcentralen i Göteborg för att få studenter att skänka blod; den kampanjen hette "Give a pint – Get a pint" (Ge en halvliter – Få en halvliter) och med de menades att den person som gav en halv liter blod fick en halv liter glass. De samarbetar också med SOS Barnbyar och driver en kampanj mot miljöförstöring och den globala uppvärmningen under namnet "När den har smält är den förstörd". De hade också en kampanj där de lanserade glassen Nordic Water Peace.